# L. C. Marle
Pour les articles homonymes, voir Marle (homonymie).
Charles-Louis Marle, dit « Marle ainé », né à Sennecey-le-Grand, près de Tournus le 8 juin 1799 et mort à Lyon le 25 novembre 1860, est un grammairien français, qui a acquis une certaine célébrité par sa tentative de réforme orthographique.

## Biographie
Fils d'instituteur, Charles-Louis Marle obtint en 1817 son brevet d’instituteur puis devint directeur d’une école d’enseignement mutuel à Mâcon avant d’être nommé en 1833 directeur de l’école normale de Saône-et-Loire à sa fondation.  
Élu en 1837 au conseil municipal de Mâcon. Il était également membre de sociétés savantes, comme l’Athénée et la Société grammaticale académique. 
Militant de l’enseignement mutuel, il fut l’auteur d’une quinzaine d’ouvrages sur la pédagogie, parus entre 1822 et 1854.  

De 1826 à 1829, il participa au Journal grammatical et didactique de la langue française, qui forme 4 volumes in-8°, et où écrivaient, entre autres collaborateurs, Boniface, Lévi, Quitard, Armand Marrast. En grammaire, Charles-Louis Marle, bien loin de vouloir innover, se posait en défenseur des traditions et de la langue classique ; une des sections de son journal devait être consacrée à « la critique grammaticale exercée contre les écarts du romantisme ». Quant à l’orthographe, il commença par proposer l’exemple de Dumarsais, de Duclos, de Beauzée, etc., quelques réformes de détail, suppression des consonnes doubles, de certaines lettres étymologiques, etc. 

« II ne faut, disait-il, renvoyer personne à l’école ; il faut que celui qui savait lire avant la réforme sache lire après la réforme à quelque degré qu’elle soit arrivée ; il faut, en un mot, que les changements proposés ou à proposer soient toujours tellement combinés, que les personnes qui feront pour la première fois l’écriture qui en est le fruit puissent la lire sans hésiter et sans avoir besoin d’explication préalable. Hommes de lettres favorables à la réforme, professeurs qui voulez la propager, gardez-vous de franchir les limites tracées par ce principe, ce serait tout compromettre. »

 La campagne entreprise par Charles Louis Marle en faveur de la simplification de l’orthographe sembla d’abord devoir aboutir à quelques résultats ; il reçut de nombreuses adhésions, et plusieurs académiciens lui adressèrent des lettres d’encouragement. Andrieux lui écrivit, entre autres : « II est d’un bon esprit de désirer la réforme de l’orthographe française actuelle, de vouloir la rendre conforme, autant que possible, à la prononciation ; il est d’un bon grammairien, et même d’un bon citoyen, de s’occuper de cette réforme ; mais il est difficile d’y réussir… Vous vous proposez de marcher lentement et avec précaution dans cette carrière assez dangereuse : c’est le moyen d’arriver au but. Puissiez-vous l’atteindre ! » Mais bientôt, C-L Marle se transforma de réformateur en révolutionnaire, et proposa un système néographique qui réduisait les sons de la langue à 22 voyelles et IX articulations, représentées par autant de caractères simples ou composés. Cette révolution orthographique attira à son auteur beaucoup de quolibets. Andrieux, piqué de ce que C-L Marle avait publié sa lettre sous sa nouvelle orthographe, protesta vivement contre ce procédé ; des polémiques acerbes s’engagèrent, dans lesquelles le novateur ne sut pas mettre les rieurs de son côté et la néographie tomba promptement dans un complet discrédit.
Quelques années plus tard, C-L Marle inventa une écriture purement phonétique qu’il nomma « diagraphie » : au moyen de 36 signes figurés par des lignes droites ou courbes, faibles ou renforcées, il représentait tous les sons du langage parlé. Ce système fut exposé par lui dans deux ouvrages : Manuel de diagraphie (Paris, Dupont, 1839) et Grammaire théorique, pratique et didactique, ou texte primitif de la grammaire diagraphique (Paris, Dupont, 1839). La diagraphie, après avoir été l’objet de rapports favorables de divers fonctionnaires de l’instruction publique, qui y voyaient une méthode propre à exercer le jugement et l’intelligence des enfants, est tombée dans l’oubli.
Président de l’Académie grammaticale de Paris, Charles-Louis Marle a publié en outre un Dictionnaire philologique et critique de la langue française (4e édition, 1856).

## Vie privée
Marié en 1820 avec Pierrette Dumonceau (1804 -1853), il est le père de Louis-Charles Marle (1830 - 1899) et de Jérôme-Olivier Marle (1832 - 1898), imprimeurs et militants républicains, déportés en Algérie après le coup d'état du 2 décembre 1851. 
En 1842, il s’associa avec son beau-père Pierre Dumonceau pour reprendre l’imprimerie Deleuze à Lyon. Il obtint son brevet d’imprimeur, alors indispensable pour s’établir à son compte,  le 9 septembre 1842. Il figure comme imprimeur-gérant de plusieurs titres lyonnais, comme Le Rhône et le Journal du Lyonnais. Les affaires furent mauvaises, aggravées en 1845 par un procès pour contre-façon intenté par le père Henri Lacordaire. Son imprimerie fit faillite en 1846.
Installé à Paris avec ses deux fils, Charles Louis Marle continua à publier livres et brochures et participa à de nombreux journaux, comme La Voie nouvelle et La Réforme en 1848. De mai 1848 à novembre 1849, il a été l’éditeur de L’Émancipation de l’Enseignement et de l’hebdomadaire La Constitution : république du présent et de l’avenir de février à août 1849. Garde National en 1848, il était chef du bureau des réclamations aux Ateliers nationaux.
Après l’arrestation et la déportation de ses deux fils en Algérie et le décès de sa femme, il partit pour le Vénézuéla et Saint-Domingue s'occuper d'affaires financières.
Son fils Jérôme Olivier Marle est l'arrière-grand père du mathématicien Charles-Michel Marle (né en 1934), Membre de la Société Mathématique de France, de la Société Française de Physique et de l'American Mathematical Society.

## Sources
- Ferdinand Édouard Buisson, Dictionnaire de pédagogie et d'instruction primaire, t. 1, Paris, Hachette, 1882 (lire en ligne), chap. 2, p. 1843.